# Thomas Stuer-Lauridsen
Thomas Stuer-Lauridsen (29 aprile 1971) è un ex giocatore di badminton danese.

## Palmarès

### Olimpiadi
- 1 medaglia:
  - 1 bronzo (Barcellona 1992 nel singolo)